# Serrat de la Quera
El Serrat de la Quera és una serra situada al municipi de Bellver de Cerdanya, a la comarca de la Baixa Cerdanya, amb una elevació màxima de 1.731 metres.